# Csaba Szigeti
Csaba Szigeti ist ein ungarischer Sänger, Pianist und Komponist.

## Leben und Wirken
Er studierte in Deutschland klassische Komposition und Jazz. Durch eine Jury wurde er ausgewählt, Ungarn beim Eurovision Song Contest 1995 in Dublin zu vertreten. Mit der Ballade Új név egy régi ház falán erreichte er nur den vorletzten Platz, wobei er bei seinem Live-Auftritt an einer schweren Erkältung litt. Nach dieser Zeit wurde er als Musikproduzent und Komponist in seinem Stargatestudio aktiv und produziert dort eigene Stücke sowie für andere Musikprojekte und Bands. 